# Buttami giù
Buttami giù è un singolo del duo musicale italiano Santi Francesi, pubblicato il 6 maggio 2022.

## Descrizione
Il brano è scritto dallo stesso duo musicale, che hanno anche curato la composizione e la produzione con Simone Sproccati, in arte Heysimo.

## Tracce
Testi di Alessandro De Santis e Mario Lorenzo Francese, musiche di Alessandro De Santis, Mario Lorenzo Francese e Simone Sproccati.
1. Buttami giù – 2:54